# Japhet
Pour les articles homonymes, voir Japhet (homonymie).
Cet article possède un paronyme, voir Japet.
יפת
Japhet (en hébreu יפת, en arabe يافث, Yapht signifiant « ouvert », « qu'il s'élargisse », « qu'il mette au large ») est un personnage de la Genèse dans la Bible. Il est, avec Sem et Cham, l'un des trois fils de Noé et, d'après la Table des peuples, l'ancêtre des Japhétites, des nations européennes vivant au nord de la mer Méditerranée.

## Présentation
Il est traditionnellement le dernier nommé des trois fils de Noé, ce qui laisse à penser qu'il est le benjamin.  
Japhet et son épouse sont parmi les huit occupants humains de l'arche qui survécurent au Déluge.
Une légende juive rapporte que Japhet fonde le port de Jaffa quarante ans après le Déluge.

## Japhet et ses descendants
Dans la tradition chrétienne, Japhet est l'ancêtre des peuples européens. Selon Denis de Rougemont, ce mythe prend sa source dans Le livre des questions hébraïques de saint Jérôme, les trois fils de Noé ayant reçu en partage les trois régions du monde : Asie, Afrique et Europe. Les chapitres 9 et 10 de la Genèse indiquent simplement que les trois fils ont reçu mission de peupler la terre par leur descendance.
Selon Flavius Josèphe, la Genèse et les Chroniques, Japhet a eu de son mariage avec Adâtanêsès, fille d'Eliakim, au moins onze enfants ayant donné une postérité :
- Gomère, serait l'ancêtre des Cimmeriens, puis des Celtes. Il eut au moins cinq fils:
  - Askénaz, ancêtre des Saxons et des Scandinaves
  - Thygrammes, père des Thygramméens ou Phrygiens
  - Samothée, père des Samothéens ou Sarronides, lignage de rois gaulois dont Druys qui est la source du lignage sacerdotal des druides
  - Riphath, ancêtre des Paphlagoniens et des Sarmates ; il eut pour fils Bath, père des Scythes
- Magog, père des Massagètes
- Madaï, père des Mèdes et des Perses
- Javane ou Yavane (YWN ou YON en hébreu), ancêtre des Ioniens, des Doriens, des Hellènes et des Phocéens. On lui connaît quatre descendants :
  - Alisas, père des Éoliens, probablement à mettre en lien avec Hellen et Eleusis
  - Thaesus, ancêtre des Ciliciens dont la principale ville Tarse (ville)
  - Chétim, ancêtre des Chypriotes
  - Dodanim (ou Rodanim), ancêtre des Rhodiens
- Tubal, père du royaume de Tubal ou des Ibères
- Mèshek, père des Moscovites ou Slaves
- Tirace ou Tirass, ancêtre des Tyriens et des Thraces
- Thorgama, qui eut deux fils :
  - Kartlos, ancêtre des Géorgiens
  - Haïk, ancêtre des Arméniens
- Moroch, ancêtre des Illyriens
- Tharses, ancêtre des Obères et Tyrséniens ;
- Chéteim, ancêtre des Romains.

Selon la tradition musulmane que l'on trouve chez l'historien arabe Ibn Khallikan (1211–1282), l'un des fils de Japhet s'appelait Andalus et serait à l'origine de l'appellation Al-Andalus donnée à l'Espagne par les Arabes, car il aurait été le premier homme à habiter la région après le Déluge.

## Arbre généalogique
La descendance de Japhet se trouve dans le Livre de la Genèse et dans le Premier Livre des Chroniques.
- .Japhet, fils de Noé
  - Gomère, fils de Japhet
    - Ashkenaz, fils de Gomère
    - Riphath, fils de Gomère
    - Togarma, fils de Gomère

  - Magog, fils de Japhet
  - Madaï, fils de Japhet
  - Yavane, fils de Japhet
    - Elishah (en), fils de Yavane, fondateur de la ville d'Élis dans le Péloponnèse
    - Tarsis, fils de Yavane, fondateur de la ville de Tarse en Cilicie
    - Kittim, fils de Yavane, fondateur de la ville de Kition dans l'île de Chypre
    - Les Dodanim (en), habitants de l'île de Rhodes

  - Tubal, fils de Japhet, fondateur du royaume de Tabal en Anatolie
  - Mèshek, fils de Japhet, ancêtre du peuple des Meskhètes de l'Anatolie antique
  - Tiras, fils de Japhet, ancêtre du peuple des Thiriens

## Galerie

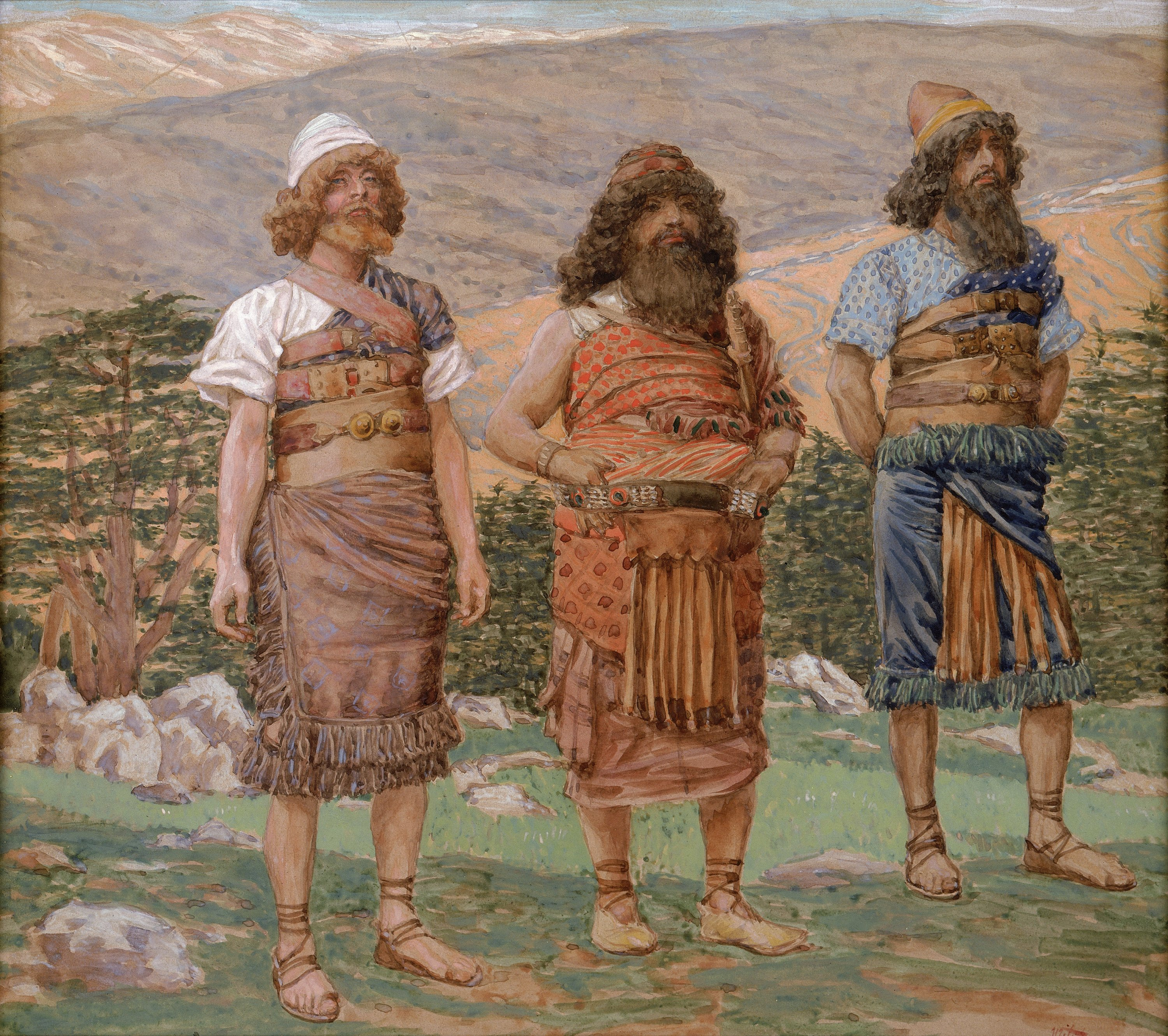
Les frères Sem, Cham et Japhet, représentés par James Tissot (1904)
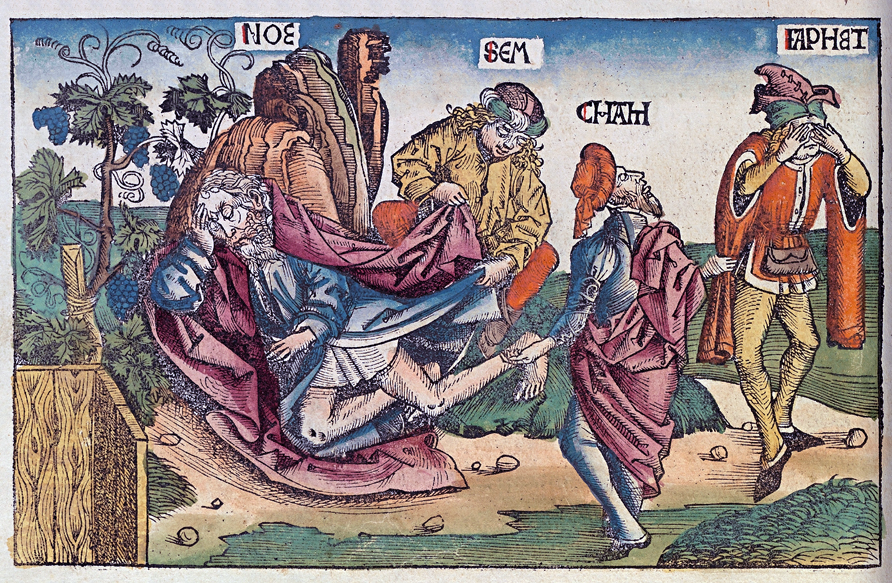
L'ivresse de Noé dans La Chronique de Nuremberg (1493)

## Dans la culture populaire
- Dans le jeu vidéo Off de Mortis Ghost, Japhet, le Gardien de la Zone 2, est à l'évidence une référence au personnage Biblique.